# Cecilia Vicuña Ramírez
Cecilia Vicuña Ramírez   (Santiago de Xile, 22 de juliol de 1948) és una artista visual, poeta, cineasta i activista xilena. És considerada una de les veus més autèntiques i polifacètiques de la poesia contemporània i una potència artística que encarna l'exploració creativa i la resistència política.
La pràctica artística i poètica que Cecilia Vicuña inclou l'escriptura, l'actuació artística i l'art. La seva obra ha estat qualificada com a «anticipadora» de grans moviments poètics, artístics i acadèmics, des de l'art conceptual i l'actuació poètica, fins a l'art natura i discursos de la segona onada de teoria feminista, que començarien a florir a les dècades del 1970 i 1980.
El seu treball proposa una visió lliure i pionera de la proposta de decolonització indígena i ecofeminista. Les performances i instal·lacions, els seus monumentals quipu i les petites escultures acoblades i creades amb deixalles, així com les seves pintures, explicacions, poemes i paraules que es rearmen per a revelar la seva metàfora interior, combinen el ritual i el polític en actes transformatius que transiten des de l'ancestral a l'avantguarda.
Autora de 25 llibres d'art i poesia, la seva obra escrita ha estat traduïda a diverses llengües. La seva obra visual forma part de les col·leccions del Museu Guggenheim, del Museu d'Art Modern de Nova York, de la Tate Modern, del Museu de Belles Arts de Boston, del Pérez Art Museum de Miami i del Museu Nacional de Belles Artsa a Santiago de Xile, entre d'altres.

## Galeria

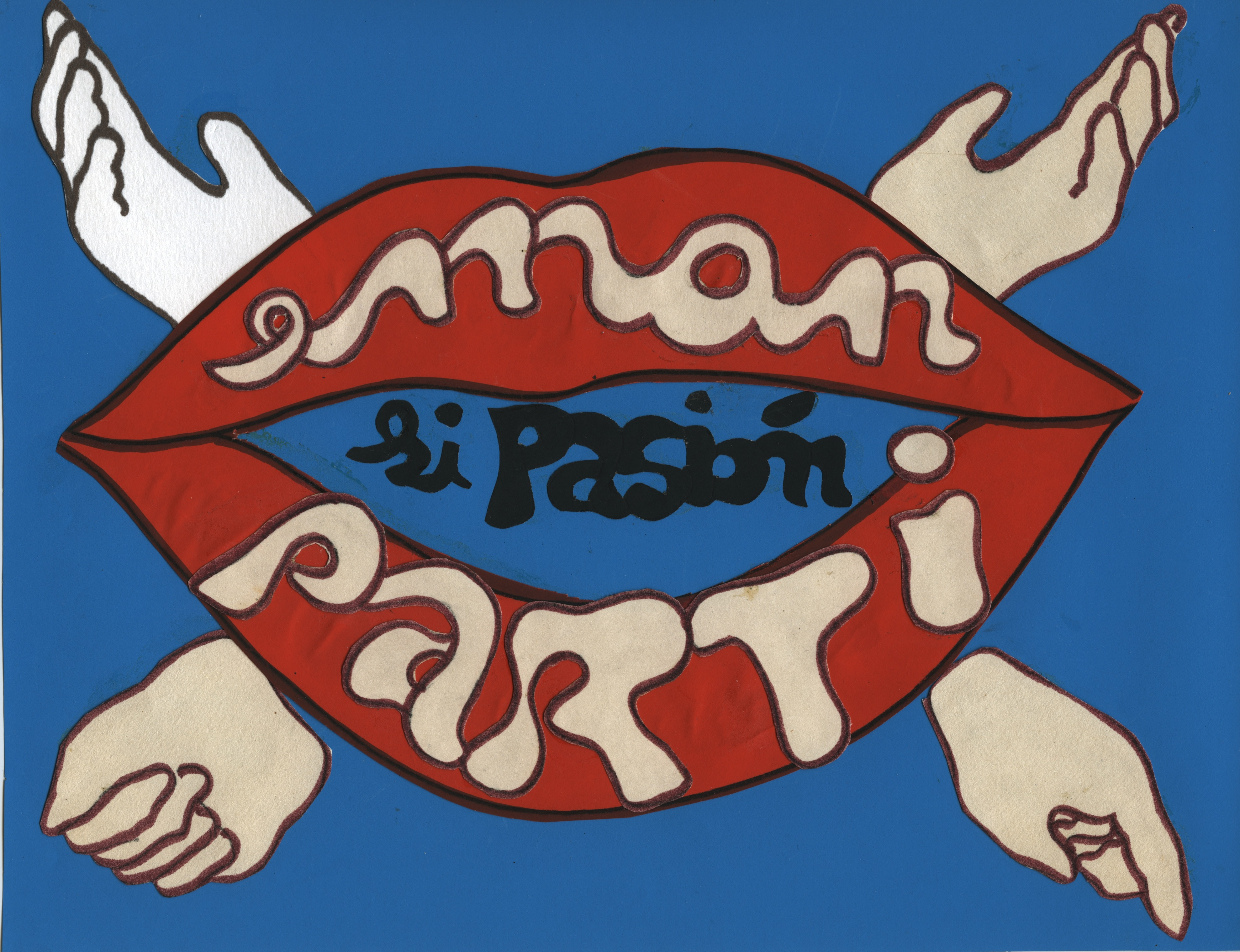
Eman si pasión - Parti si pasión (1974)
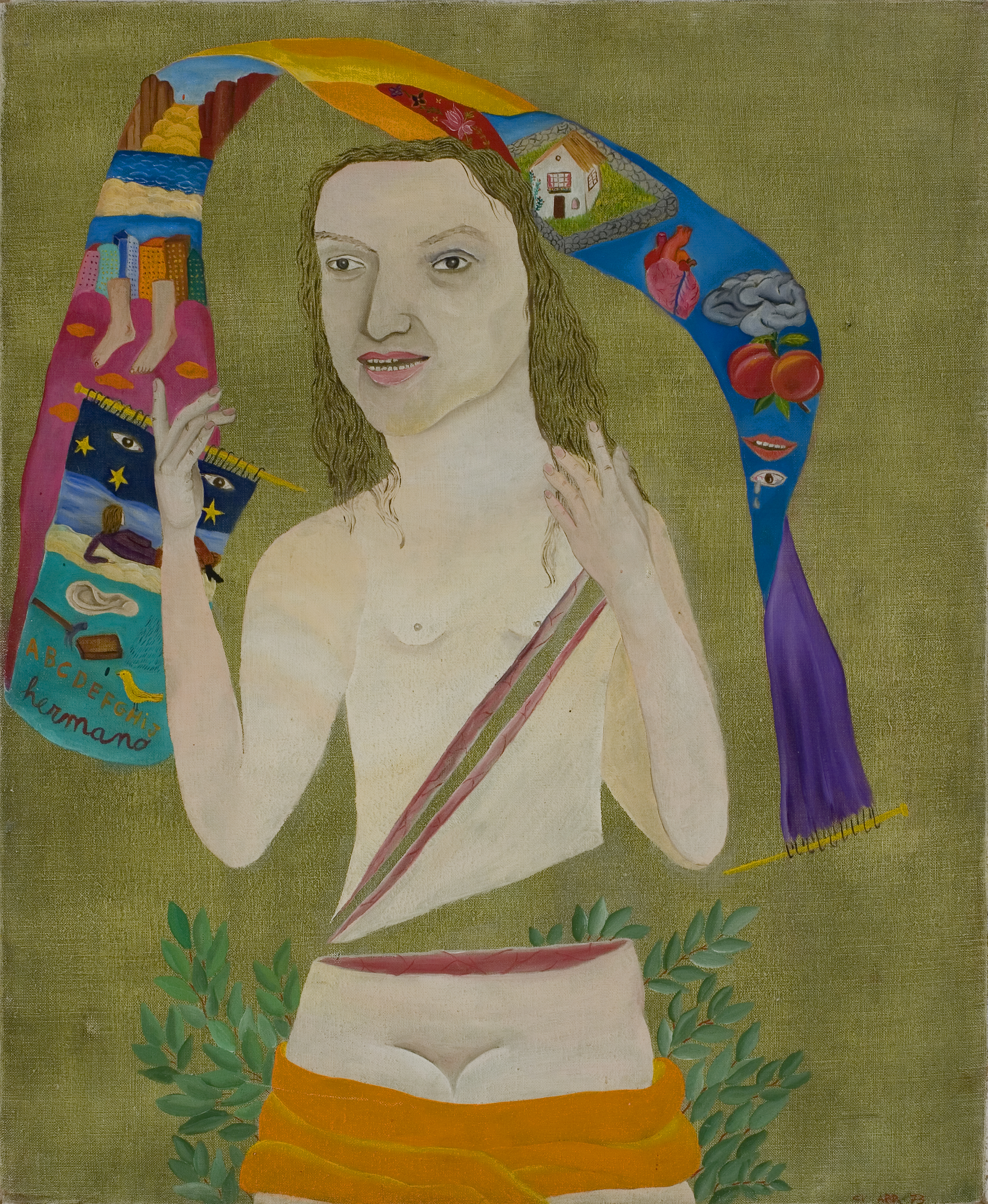
Violeta Parra (1973)
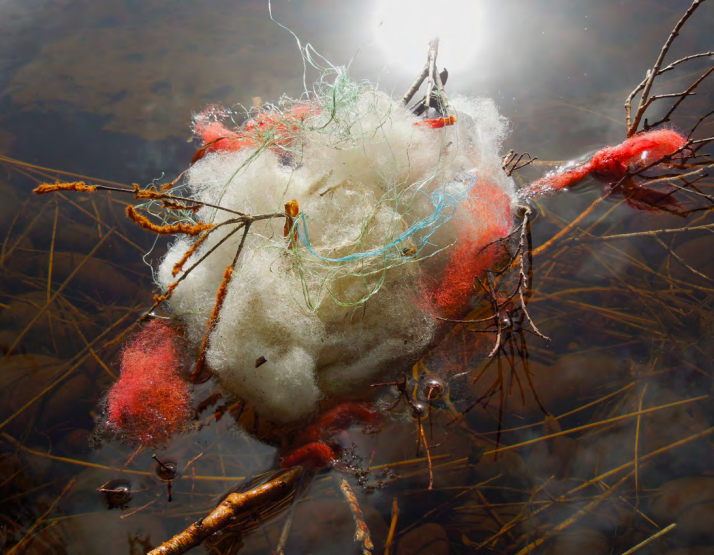
Basuritas del fin del mundo (2012)
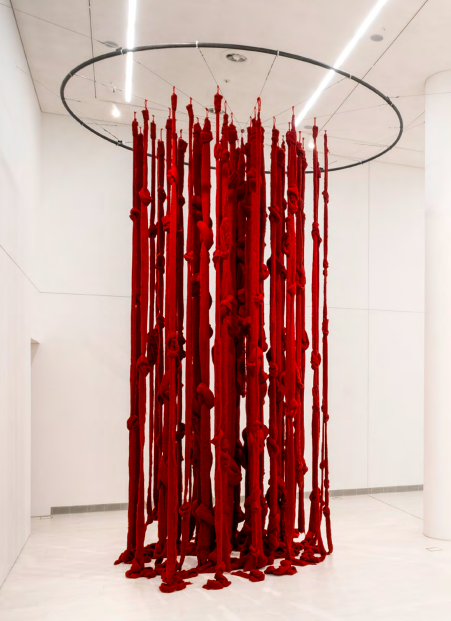
Quipu menstrual per a documenta 14 (2017)